# Vườn quốc gia Färnebofjärden
Färnebofjärden là một vườn quốc gia nằm ở Hạt Uppsala và Gävleborg, ở ranh giới giữa Svealand và Norrland, quanh hạ lưu sông Dalälven của Thụy Điển.
Hạ lưu của Dalälven, sông chảy quanh phía bắc đồng bằng Uppland và phía nam Gästrikland. Vì vậy, con sông này toả ra và hình thành các hồ lớn và nông và cách nhau qua các thác. Lũ lụt định kỳ bao phủ khu vực này là đặc điểm nổi bật nhất.